# لیگ برتر بسکتبال زنان ایران ۱۳۸۹
لیگ برتر بسکتبال زنان ایران ۱۳۸۹ نهمین دورهٔ لیگ برتر بسکتبال زنان ایران بود که در بهمن‌ماه ۱۳۸۹ به پایان رسید. این مسابقات با شرکت ۱۴ تیم آغاز شد که در مرحله گروهی، تیمها در قالب دو گروه به دیدار همدیگر رفتند. در گروه الف تیم‌های آرارات تهران، تیام تهران، نیکان ترابر تهران، رشدانه گرگان، حجاب شیراز و شهرداری بندرعباس حضور دارند و در گروه ب تیمهای صدرا شیراز، استقلال تهران، نوروزبان تهران، پویا غرب کرمانشاه، صبامهرقزوین، مهرام تهران، فولاد مبارکه اصفهان و شرکت گاز تهران حضور دارند
در مرحله پلی‌آف این مسابقات که در دی ماه ۱۳۸۹ برگزار شد ۸ تیم حجاب شیراز، نیکان ترابر تهران، کشت و صنعت الله‌آباد، شرکت گاز تهران، فولاد مبارکه سپاهان، تیام تهران، آرارات تهران و استقلال تهران شرکت کردند در این مرحله ۴ تیم آرارات تهران، شرکت گاز تهران، شرکت کشت وصنعت اله آباد قزوین و فولاد مبارکه سپاهان با غلبه بر حریفان جواز حضور در مرحله نیمه نهایی را دریافت کردند.
پس از برگزاری مسابقات نیمه نهایی و دیدارهای فینال و رده‌بندی بین ۴ تیم نهایی، در پایان تیم آرارات تهران موفق شد مقام قهرمانی را از آن خود کرد. تیم‌های شرکت شرکت کشت و صنعت اله آباد قزوین و فولاد مبارکه سپاهان نیز به ترتیب دوم و سوم شدند. به ترتیب ادنا عیسی یان (آرارات تهران)، ساغر آجیلی (تیام تهران) و سعیده علی (کشت و صنعت الله‌آباد قزوین) به عنوان امتیازآورترین بازیکنان این مسابقات انتخاب شدند.

## رده‌بندی پایانی
| رتبه | تیم                            | صعود و سقوط |
| ---- | ------------------------------ | ----------- |
| ۱    | آرارات تهران                   |             |
| ۲    | شرکت کشت و صنعت اله آباد قزوین |             |
| ۳    | فولاد ماهان سپاهان             |             |
| ۴    | گاز تهران                      |             |
| ۵    | نیکان ترابر تهران              |             |
| ۶    | استقلال تهران                  |             |
| ۷    | تیام تهران                     |             |
| ۸    | حجاب شیراز                     |             |
| ۹    | مهرام تهران                    |             |
| ۱۰   | شهرداری بندرعباس               |             |
| ۱۱   | رشدانه گرگان                   |             |
| ۱۲   | صدرا شیراز                     |             |
| ۱۳   | شرکت پویا غرب کرمانشاه         |             |
| ۱۴   | بختیار تهران                   |             |